# Trofeo Pollensa-Andrach 2020
La 29.ª edición de la clásica ciclista Trofeo Pollensa-Andratx fue una carrera en España que se celebró el 1 de febrero de 2020 sobre un recorrido de 168,9 km en la isla balear de Mallorca. La carrera formó parte del tercer trofeo de la Challenge Ciclista a Mallorca 2020.
La carrera formó parte del UCI Europe Tour 2020, calendario ciclístico de los Circuitos Continentales UCI dentro de la categoría 1.1. El ganador fue el corredor español Marc Soler del Movistar. En segunda y tercera posición, respectivamente, finalizaron el austriaco Gregor Mühlberger del Bora-Hansgrohe y el italiano Davide Villella, compañero de equipo del vencedor.

## Equipos participantes
Tomaron parte en la carrera 23 equipos: 5 de categoría UCI WorldTeam, 9 de categoría UCI ProTeam, 8 de categoría Continental y una selección nacional. Formaron así un pelotón de 159 ciclistas de los que acabaron 107. Los equipos participantes fueron:
| WorldTeams (5)- Bora-Hansgrohe - Lotto Soudal - Movistar Team - Israel Start-Up Nation - Trek-Segafredo ProTeams (9)- Bardiani CSF Faizanè - Burgos-BH - Caja Rural-Seguros RGA - Euskaltel-Euskadi - Arkéa-Samsic - Gazprom-RusVelo - Sport Vlaanderen-Baloise - Circus-Wanty Gobert - Vini Zabù-KTM Equipos continentales (8)- Kometa-Xstra - Canyon DHB p/b Bloor Homes - Team SKS Sauerland NRW - Gios Kiwi Atlántico - Equipo Kern Pharma - Team Work Service Romagnano - Swiss Racing Academy - Memil Equipo nacional- Suiza |
| |

## Clasificación final
- La clasificación finalizó de la siguiente forma:[3]

| \| Clasificación general \| Clasificación general \| Clasificación general \| Clasificación general \| Clasificación general \| \| Ciclista \| Ciclista \| Equipo \| Tiempo \| \| \| --------------------- \| ----------------------- \| --------------------- \| --------------------- \| --------------------- \| \| 1.º \| Marc Soler \| Movistar Team \| \| \| \| 2.º \| Gregor Mühlberger \| Bora-Hansgrohe \| \| \| \| 3.º \| Davide Villella \| Movistar Team \| \| \| \| 4.º \| Lennard Kämna \| Bora-Hansgrohe \| \| \| \| 5.º \| Diego Rosa \| Arkéa-Samsic \| \| \| \| 6.º \| Tomasz Marczynski \| Lotto-Soudal \| \| \| \| 7.º \| Rubén Fernández Andújar \| Fundación-Orbea \| \| \| \| 8.º \| Loïc Vliegen \| Circus-Wanty Gobert \| \| \| \| 9.º \| Emanuel Buchmann \| Bora-Hansgrohe \| \| \| \| 10.º \| Alejandro Valverde \| Movistar Team \| \| \| |                         |                     |        |
| |                         |                     |        |
| Fuente: ProCyclingStats |                         |                     |        |
| Clasificación general |                         |                     |        |
| Ciclista | Ciclista                | Equipo              | Tiempo |
| 1.º | Marc Soler              | Movistar Team       |        |
| 2.º | Gregor Mühlberger       | Bora-Hansgrohe      |        |
| 3.º | Davide Villella         | Movistar Team       |        |
| 4.º | Lennard Kämna           | Bora-Hansgrohe      |        |
| 5.º | Diego Rosa              | Arkéa-Samsic        |        |
| 6.º | Tomasz Marczynski       | Lotto-Soudal        |        |
| 7.º | Rubén Fernández Andújar | Fundación-Orbea     |        |
| 8.º | Loïc Vliegen            | Circus-Wanty Gobert |        |
| 9.º | Emanuel Buchmann        | Bora-Hansgrohe      |        |
| 10.º | Alejandro Valverde      | Movistar Team       |        |

## UCI World Ranking
El Trofeo Pollensa-Andrach otorgó puntos para el UCI World Ranking para corredores de los equipos en las categorías UCI WorldTeam, UCI ProTeam y Continental. Las siguientes tablas son el baremo de puntuación y los 10 corredores que obtuvieron más puntos:
| Posición   | 1.º | 2.º | 3.º | 4.º | 5.º | 6.º | 7.º | 8.º | 9.º | 10.º | 11.º | 12.º | 13.º-15.º | 16.º-25.º |
| Puntuación | 125 | 85  | 70  | 60  | 50  | 40  | 35  | 30  | 25  | 20   | 15   | 10   | 5         | 3         |

| Clasificación |                    |                     |        |
| Posición      | Ciclista           | Equipo              | Puntos |
| ------------- | ------------------ | ------------------- | ------ |
| 1.º           | Marc Soler         | Movistar            | 125    |
| 2.º           | Gregor Mühlberger  | Bora-Hansgrohe      | 85     |
| 3.º           | Davide Villella    | Movistar            | 70     |
| 4.º           | Lennard Kämna      | Bora-Hansgrohe      | 60     |
| 5.º           | Diego Rosa         | Arkéa Samsic        | 50     |
| 6.º           | Tomasz Marczynski  | Lotto Soudal        | 40     |
| 7.º           | Rubén Fernández    | Fundación-Orbea     | 35     |
| 8.º           | Loïc Vliegen       | Circus-Wanty Gobert | 30     |
| 9.º           | Emanuel Buchmann   | Bora-Hansgrohe      | 25     |
| 10.º          | Alejandro Valverde | Movistar            | 20     |